# Zespół Szkół Ogólnokształcących w Gostyniu
Zespół Szkół Ogólnokształcących im. Ziemi Gostyńskiej w Gostyniu – zespół szkół licealnych (dawne gimnazjum) zlokalizowany przy ulicy Wrocławskiej w centrum Gostynia (województwo wielkopolskie).

## Historia

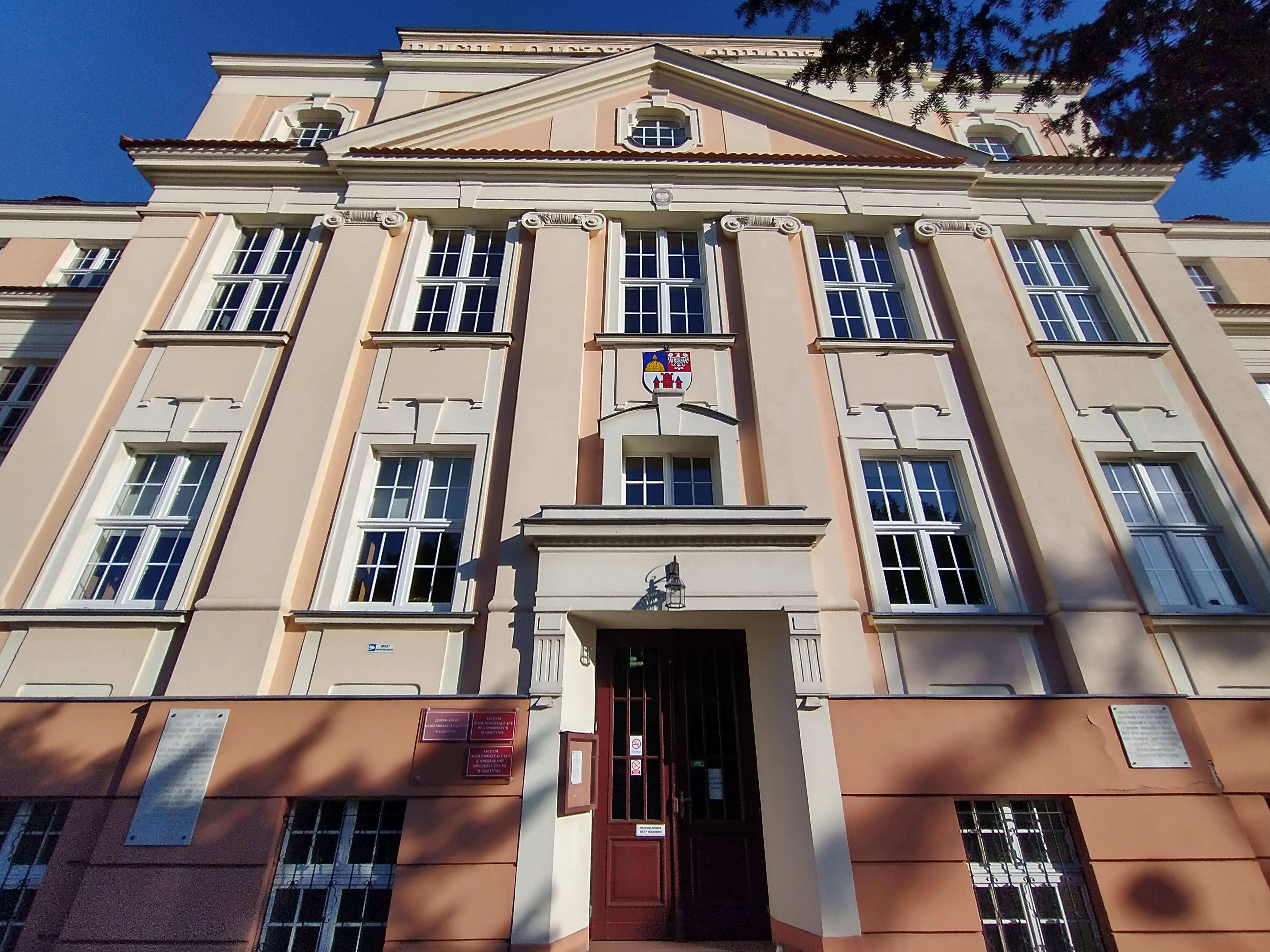
Wejście główne

Uchwałę o budowie w mieście gimnazjum podjęto 1 czerwca 1921 na sesji w ratuszu. 9 czerwca 1921 wybrano komitet budowy. Budynek Gimnazjum Ziemi Gostyńskiej oddano do użytku w 23 października 1924 (budowa rozpoczęła się w 1923). Wzniesiono go z inicjatywy księdza Franciszka Olejniczaka oraz składek społeczeństwa Gostynia i okolic. Stanowił pomnik odzyskania przez Polskę niepodległości w 1918. W uroczystości otwarcia udział wzięli m.in. wojewoda Adolf Bniński i starosta krajowy Ludwik Begale. Obiekt został wyposażony w nowoczesny sprzęt dydaktyczny. Zorganizowano m.in. pracownie specjalistyczne do nauczania fizyki, chemii, historii, biologii, jak również pracownię stolarską. Wszystkie wyposażono w eksponaty i pomoce naukowe. W 1934 dobudowano salę gimnastyczną.
Podczas okupacji niemieckiej gmach zajął Wehrmacht. 21 stycznia 1945 kwaterował tam oddział specjalny, którego zadaniem było zniszczenie większych zakładów pracy w Gostyniu przed wkroczeniem sowietów. Nocą z 21 na 22 stycznia 1945 doszło do eksplozji zgromadzonych w szkole materiałów wybuchowych. W jej wyniku zginęło dwustu Niemców i powstał pożar. Przyczyn wybuchu nigdy nie wyjaśniono.
Mimo że budynek został całkowicie zrujnowany, do rozpoczęcia pierwszego roku szkolnego w Miejskim Gimnazjum i Liceum Koedukacyjnym Ziemi Gostyńskiej doszło 24 kwietnia 1945. Obiekt odbudowano w latach 1945–1946 dzięki środkom finansowym społeczeństwa Ziemi Gostyńskiej. Prace ukończono w wakacje letnie 1946. 1 września 1947 gimnazjum znacjonalizowano oraz nadano mu nową nazwę: Państwowe Gimnazjum i Liceum Ogólnokształcące w Gostyniu Poznańskim. W 1948 powołano jedenastoletnią szkołę stopnia podstawowego oraz licealnego i ponownie zmieniono nazwę na Państwową Jedenastoletnią Szkołę Ogólnokształcącą Stopnia Podstawowego i Licealnego w Gostyniu Poznańskim. W 1962 odbudowano gabinet fizyczny, biologiczny oraz jedną klasę. W 1964 odnowiono elewacje zewnętrzne, a w latach 1968–1969 wyremontowano również wnętrza. Z początkiem roku szkolnego 1965–1966 zlikwidowano szkołę podstawową. Powstało wówczas Liceum Ogólnokształcące w Gostyniu Poznańskim.
1 września 2010 otwarto przy szkole halę sportową, w której ścianę wmurowano tablicę pamiątkową z kamieniem z Olimpii. Obiekt został poświęcony przez arcybiskupa Stanisława Gądeckiego.
Obecnie gmach mieści Liceum Ogólnokształcące, Liceum Ogólnokształcące dla Dorosłych i Liceum Ogólnokształcące z Oddziałami Dwujęzycznymi.

## Architektura
Budynek ma 50 metrów szerokości i 19 metrów wysokości. Fasadę definiuje silnie wysunięty ryzalit, zdobiony klasycznymi pilastrami, które w głowicach mają rzeźby orłów.

## Absolwenci
Do absolwentów szkoły należeli m.in.:
- Jan z Domachowa Bzdęga, etnograf i folklorysta (1907–1998)
- Sylwester Karalus, prawnik, minister rządu RP na uchodźstwie (1908–1975)
- Józef Matuszewski, mediewista, profesor (1911–2003)
- Józef Ponikiewski, oficer marynarki (1916–1943)[5]

## Galeria

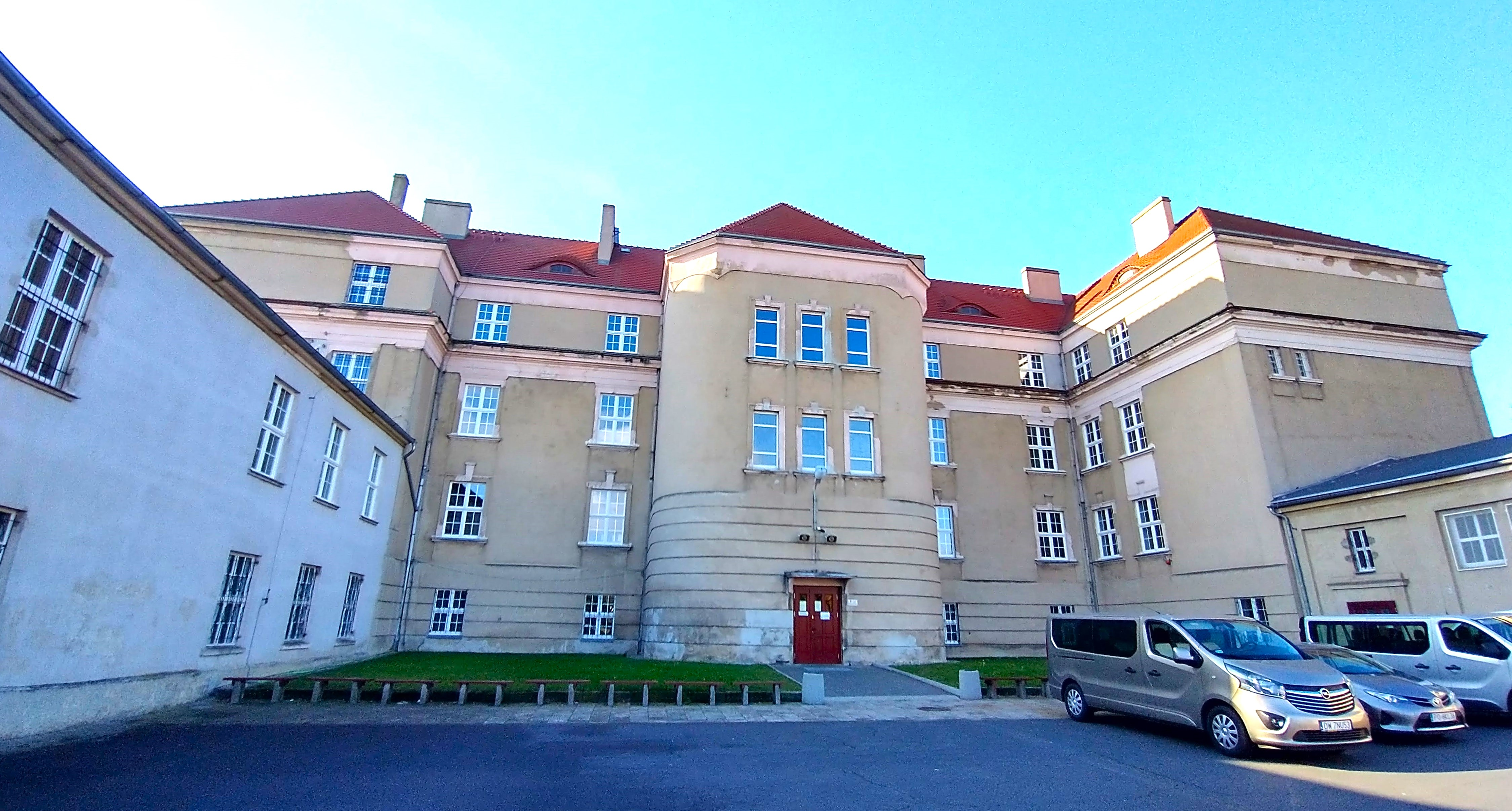
Elewacja tylna
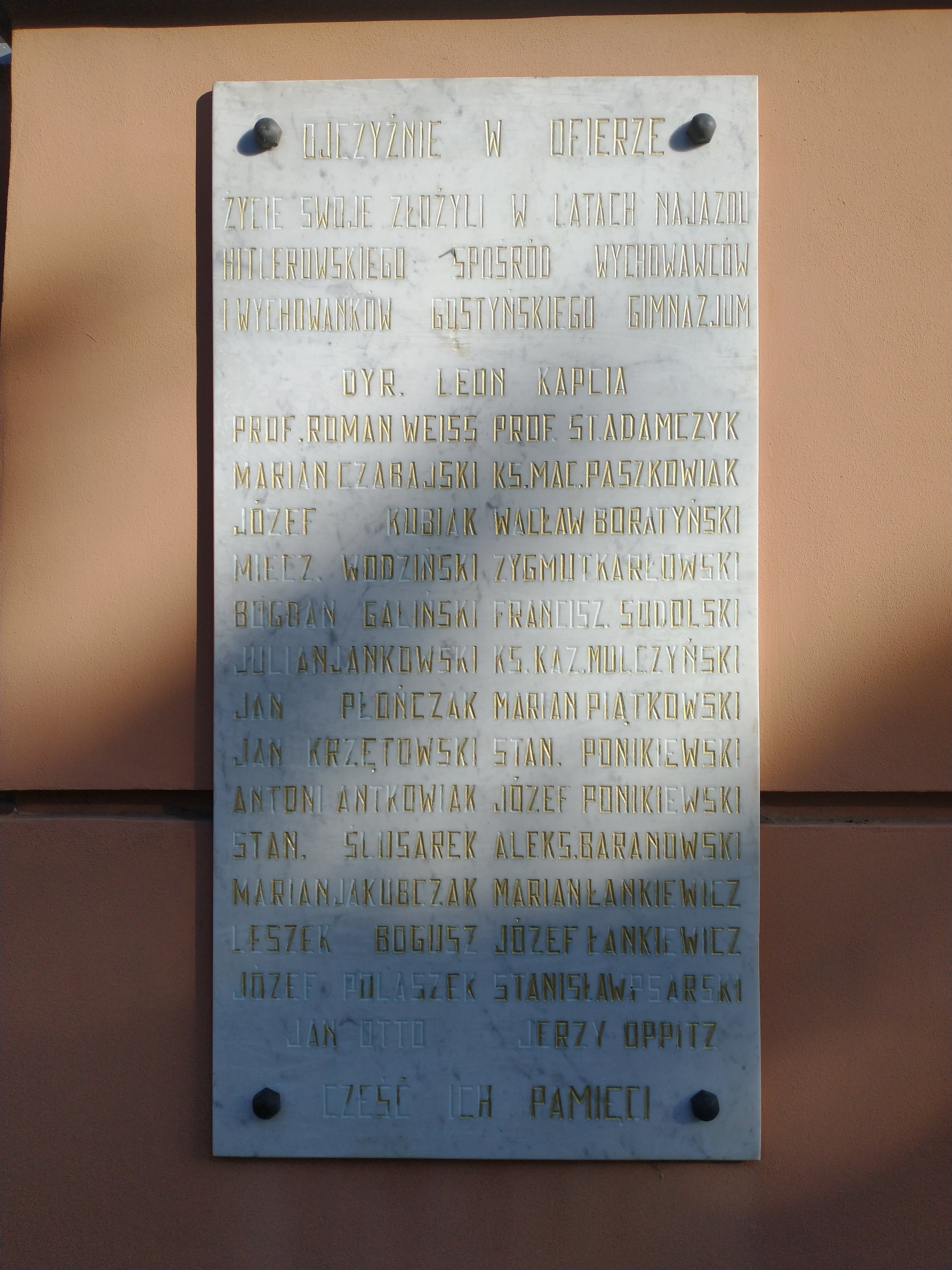
Tablice
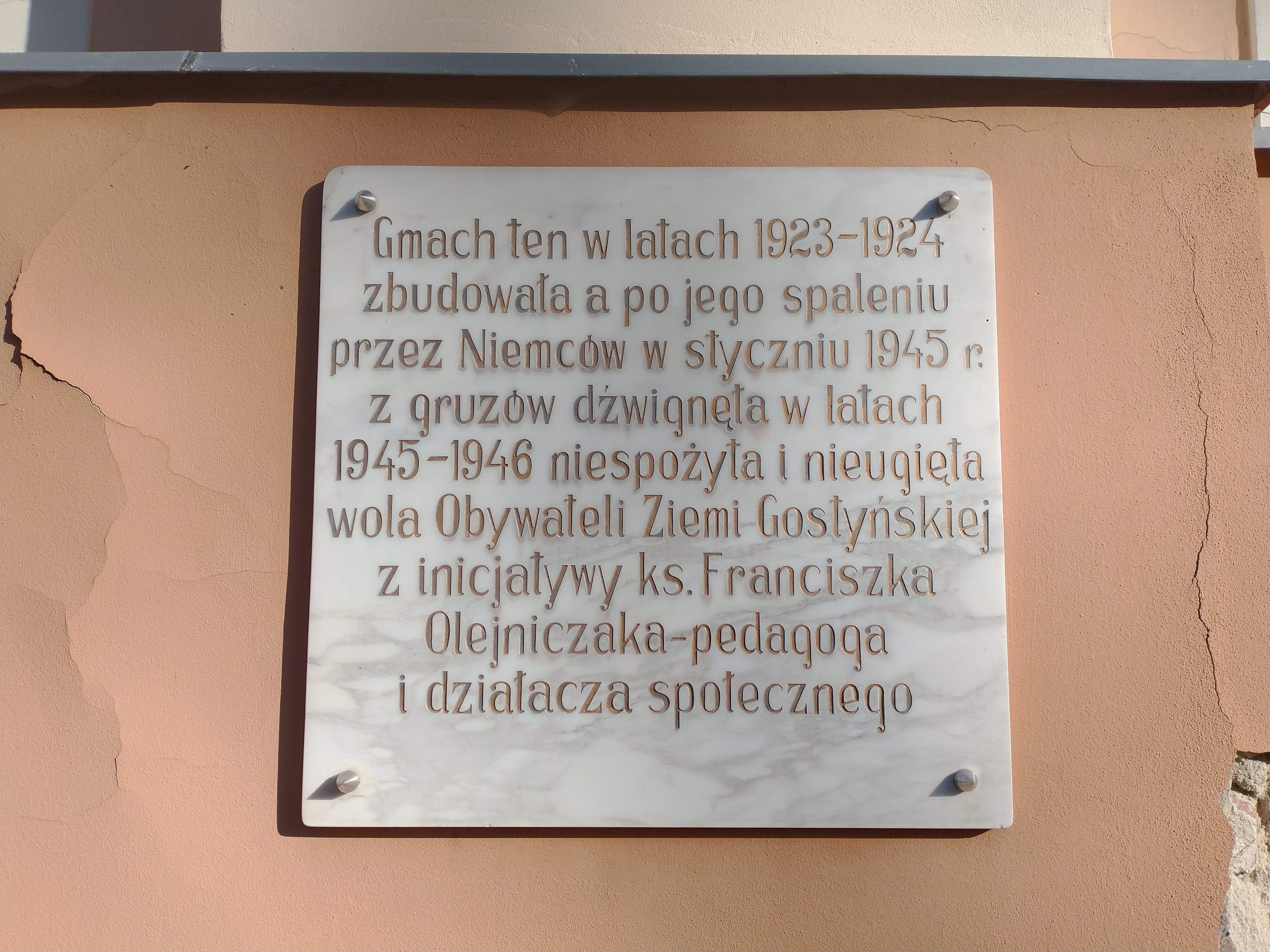
pamiątkowe